# Couronne impériale d'Autriche

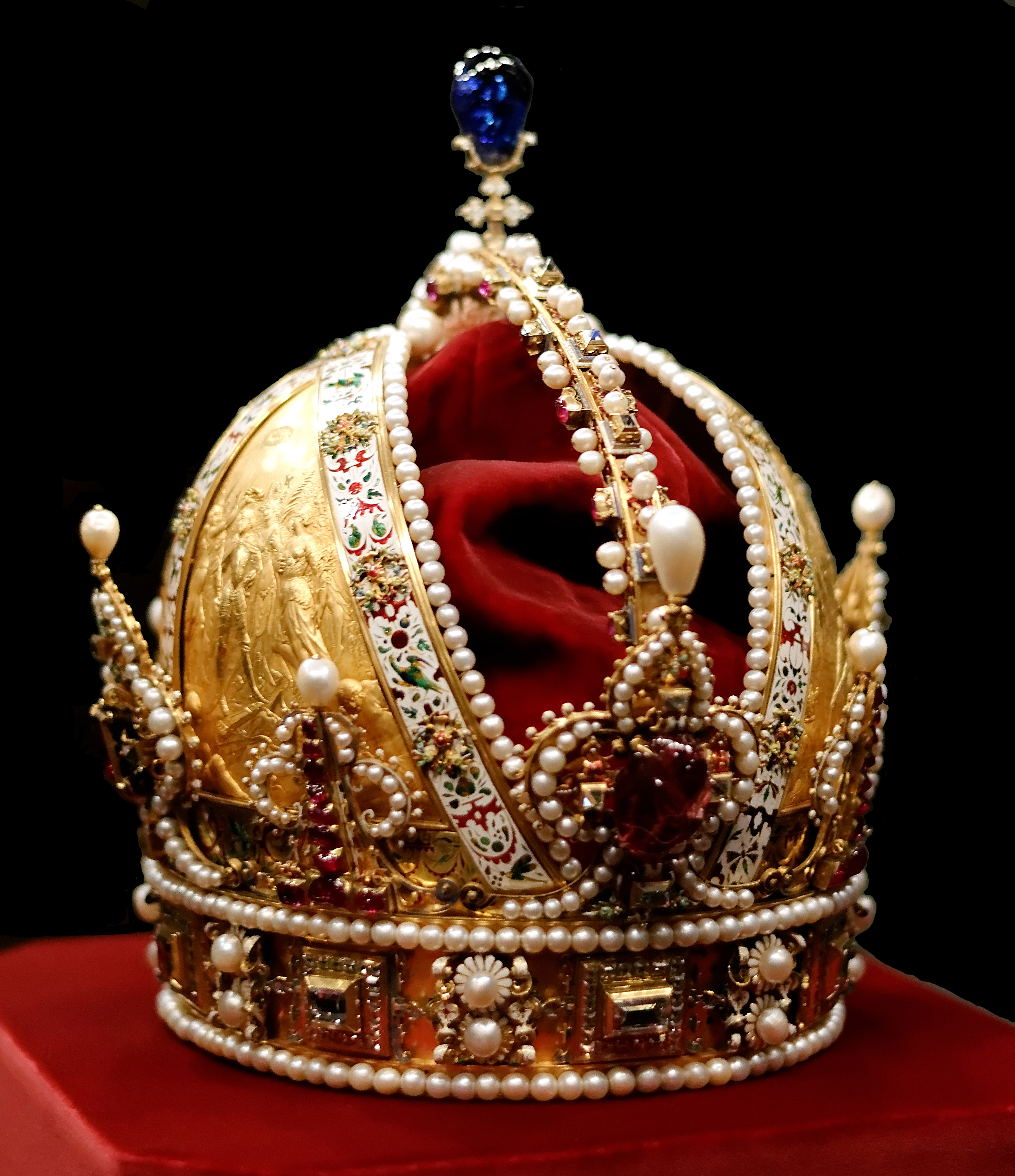
La couronne impériale d'Autriche, conservée dans le trésor impérial du palais de la Hofburg à Vienne.

La couronne impériale d'Autriche (en allemand : Österreichische Kaiserkrone), aussi appelée couronne de Rodolphe II (Rudolfkrone), est un symbole de souveraineté utilisée d'abord comme couronne personnelle de l'empereur Rodolphe II et devenue en 1804 la couronne officielle de l'empire d'Autriche.
Fabriquée à Prague par Jan Vermeyen, en 1602, la couronne était utilisée par les empereurs du Saint-Empire romain germanique et les rois de Hongrie et de Bohême de la maison de Habsbourg. En 1804, elle devient la couronne officielle du nouvel empire d'Autriche et constitue un élément central parmi les insignes impériaux. Après le compromis de 1867, elle reste couronne impériale de la partie de Cisleithanie de l'Autriche-Hongrie jusqu'en 1918,.

## Histoire
Étant donné que les regalia du Saint-Empire, incluant la couronne, étaient conservés à Nuremberg et ne sortait que pour les couronnements, certains empereurs possédèrent des couronnes personnelles pour certaines occasions solennelles comme, par exemple, la Diète d'Empire (Reichstag). La plus ancienne représentation d'une couronne personnelle est une esquisse de Maximilien Ier par Albrecht Dürer, dont l'apparence a probablement influencé l'esthétique de la couronne de Rodolphe II. 
La couronne impériale d'Autriche n'a jamais été utilisée lors d'un couronnement, car l'empire d'Autriche était une monarchie héréditaire et qu'un acte de légitimation n'était pas vu comme nécessaire par les souverains. La cérémonie était d'ailleurs plus une investiture marquant l'ascension officielle du monarque qu'un réel couronnement.
Dans la première forme des mitres, les faces relevées (appelées titres ou cornes) se situaient au-dessus des oreilles. Cette forme est préservée dans les couronnes représentées sur les portraits de Frédéric III et de Maximilien Ier, et sur la couronne du cénotaphe de ce dernier à Innsbruck. La couronne impériale du Mexique de Maximilien Ier semble aussi avoir été modelée selon ce modèle, mais y rajoute des aigles et des demi-arches. Durant la fin du XVIIe siècle, les cornes se courbent sous l'influence de l'art baroque. Ces modifications se constatent sur la couronne de Léopold Ier et sur la couronne impériale de Russie de Pierre Ier le Grand.
Il est aussi possible que la couronne impériale byzantine, fermée dès le XIIe siècle par deux arches, ait inspiré les empereurs occidentaux à suivre cet exemple et à réaliser des couronnes fermées.

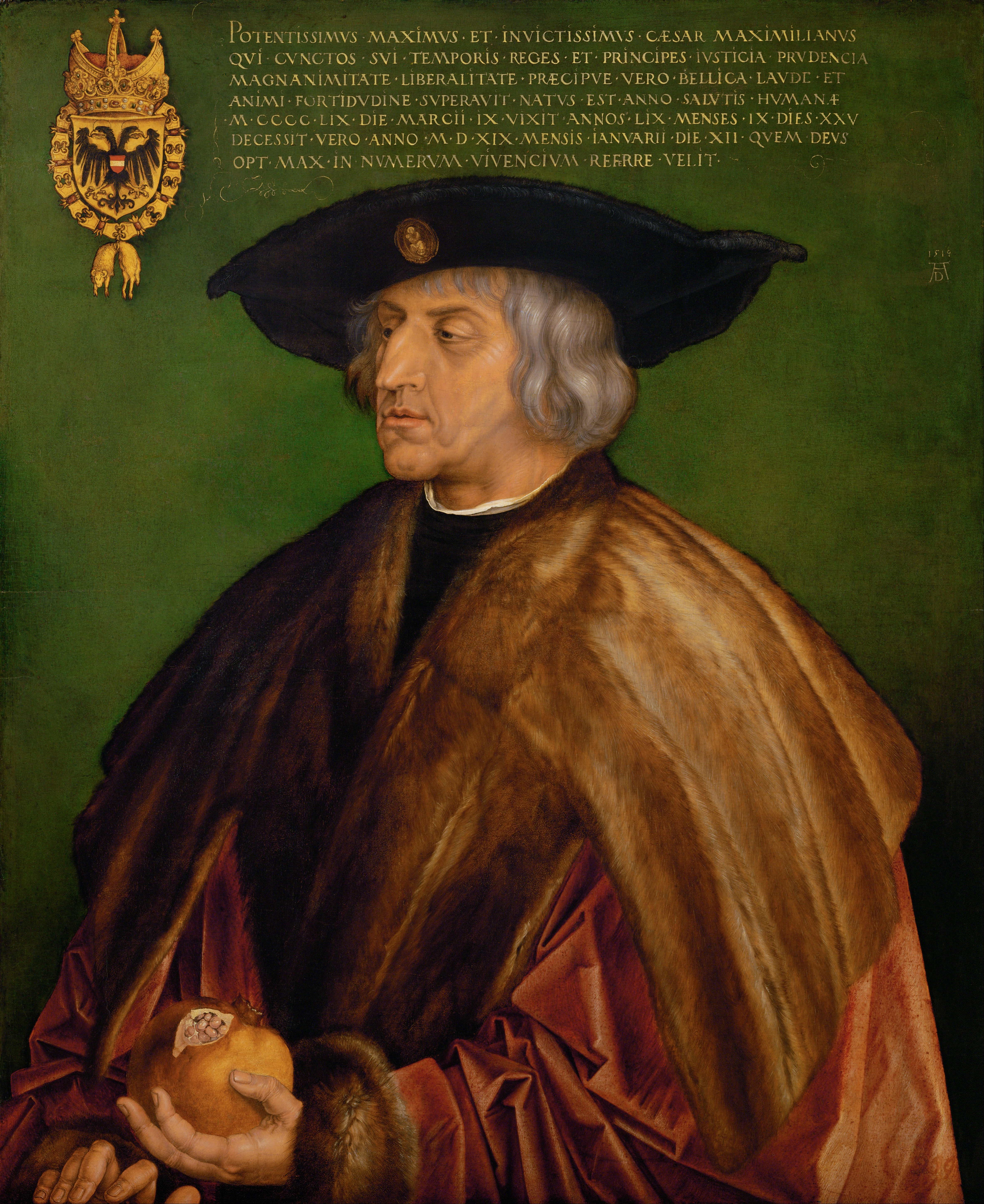
Maximilier Ier par Albrecht Dürer, sa couronne personnelle est représentée sur les armoiries en haut à gauche.
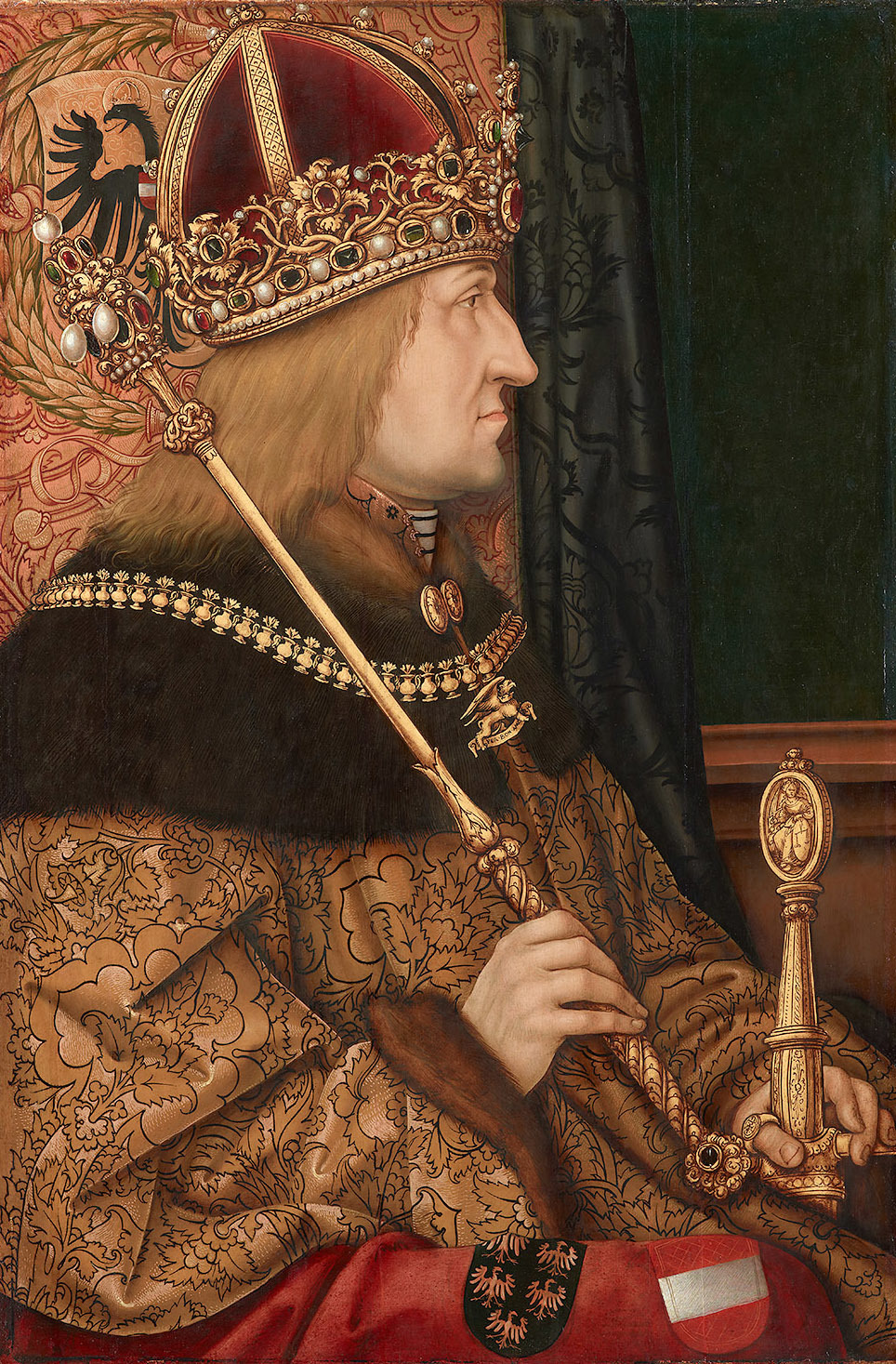
L'empereur Frédéric III par Hans Burgkmair, montrant un prédécesseur de la couronne impériale.
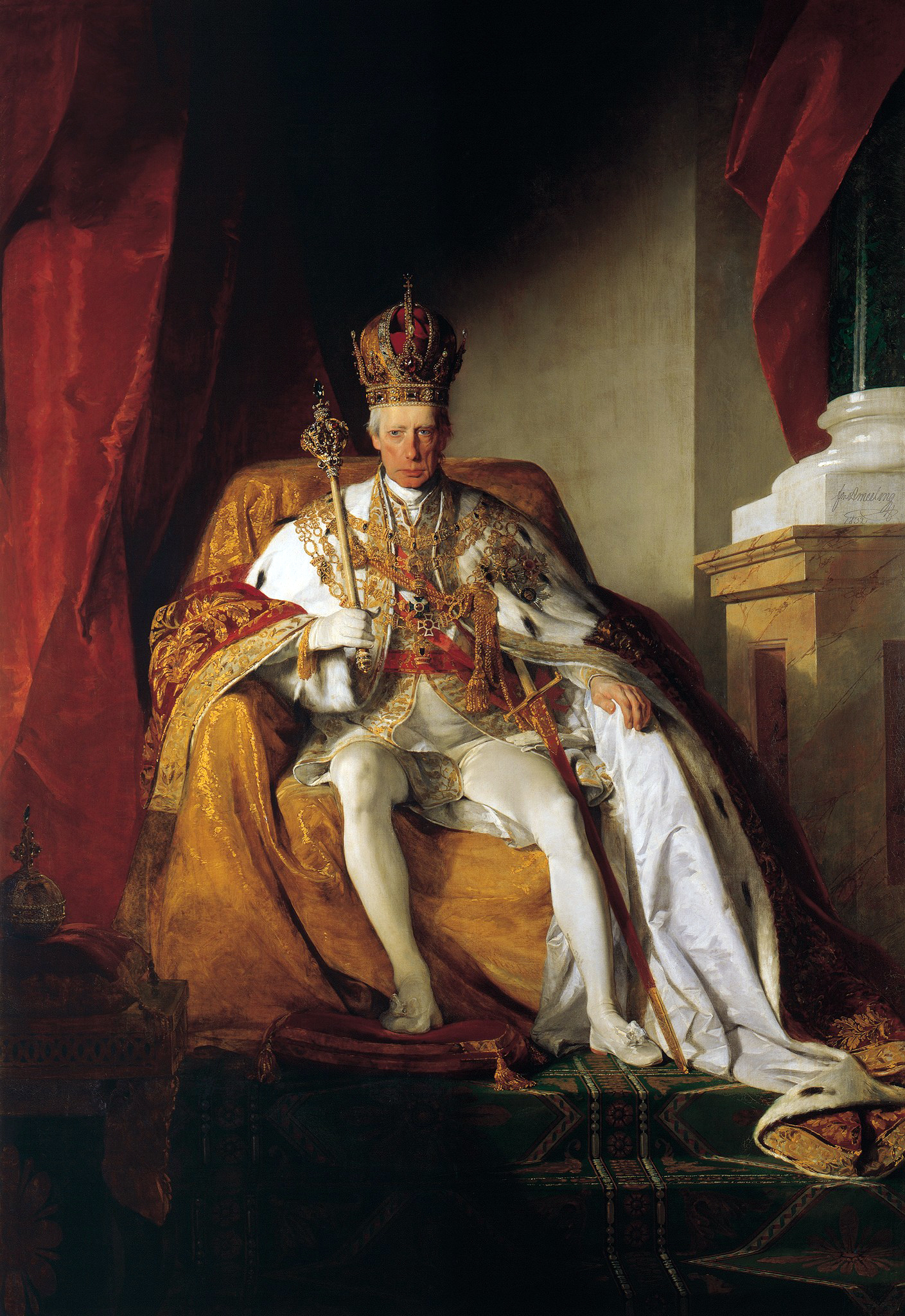
Portrait de l'empereur François Ier d'Autriche portant les insignes impériaux d'Autriche.

## Description
La couronne impériale consiste en trois éléments principaux, chacun avec un grand sens symbolique : le diadème, la mitre, et l'arche.

### Diadème (Kronreif)
Le diadème consiste en 8 larges cercles de diamants, formant à eux-seuls une couronne et symbolisant l'autorité royale. Sur ces cercles sont posés 8 figures de lys, probablement inspirées par le couronne de saint Venceslas et rappelant les fleurs de lys de la maison de Valois. L'utilisation d'éléments par groupe de 8 s'inspire de la couronne du Saint-Empire, qui inclut une base formée de 8 plaques. Dans le diadème sont incrustées diverses perles, spinelles et zircons. Ces zircons sont d'ailleurs taillés d'une façon toute particulière et novatrice pour l'époque. Les perles sont quant à elles rajoutée par Alexandre Emmanuel Köchert, un célèbre bijoutier viennois.

### Mitre (Mitra)
La mitre symbolise le droit divin de régner et la position spirituelle de l'empereur, qui durant le couronnement est symboliquement consacré diacre. Elle s'étend sur les côtés de la couronne, tout en laissant un espace ouvert au milieu dans lequel se trouve l'arche. La mitre est faite d'or avec une bande d'émail représentant des oiseaux et des plantes, et se divise en 4 sections représentant les honneurs reçus par l'empereur Rodolphe II :
- La première section le montre à genoux, ceint de la couronne du Saint-Empire à Ratisbonne, devenant par cela empereur des Romains
- La deuxième section le montre gravissant la colline du couronnement à Pressbourg (aujourd'hui Bratislava), devenant par cela roi de Hongrie
- La troisième section montre la procession de son couronnement à Prague en tant que roi de Bohême
- La quatrième section montre une allégorie de sa victoire sur les Ottomans.

Une inscription latine à l'intérieur des arches dit RVDOLPHVS II ROM(ANORVM) IMP(ERATOR) AVGVSTUS HVNG(ARIAE) ET BOH(EMIAE) REX CONSTRVXIT MDCII (Rodolphe II, empereur auguste des Romains, roi de Hongrie et de Bohême, construite en 1602).

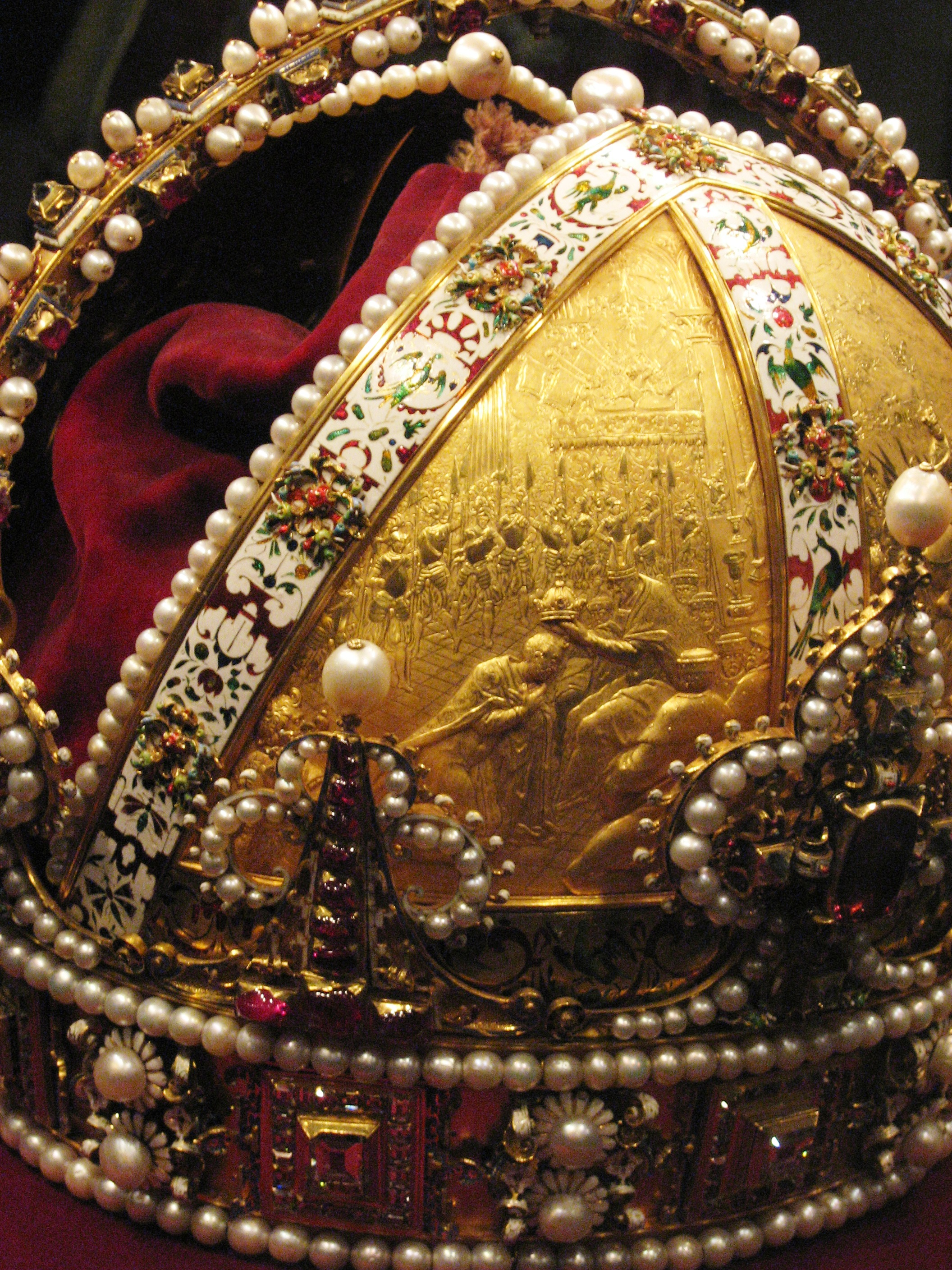
Couronnement en tant que Saint Empereur romain à Ratisbonne.
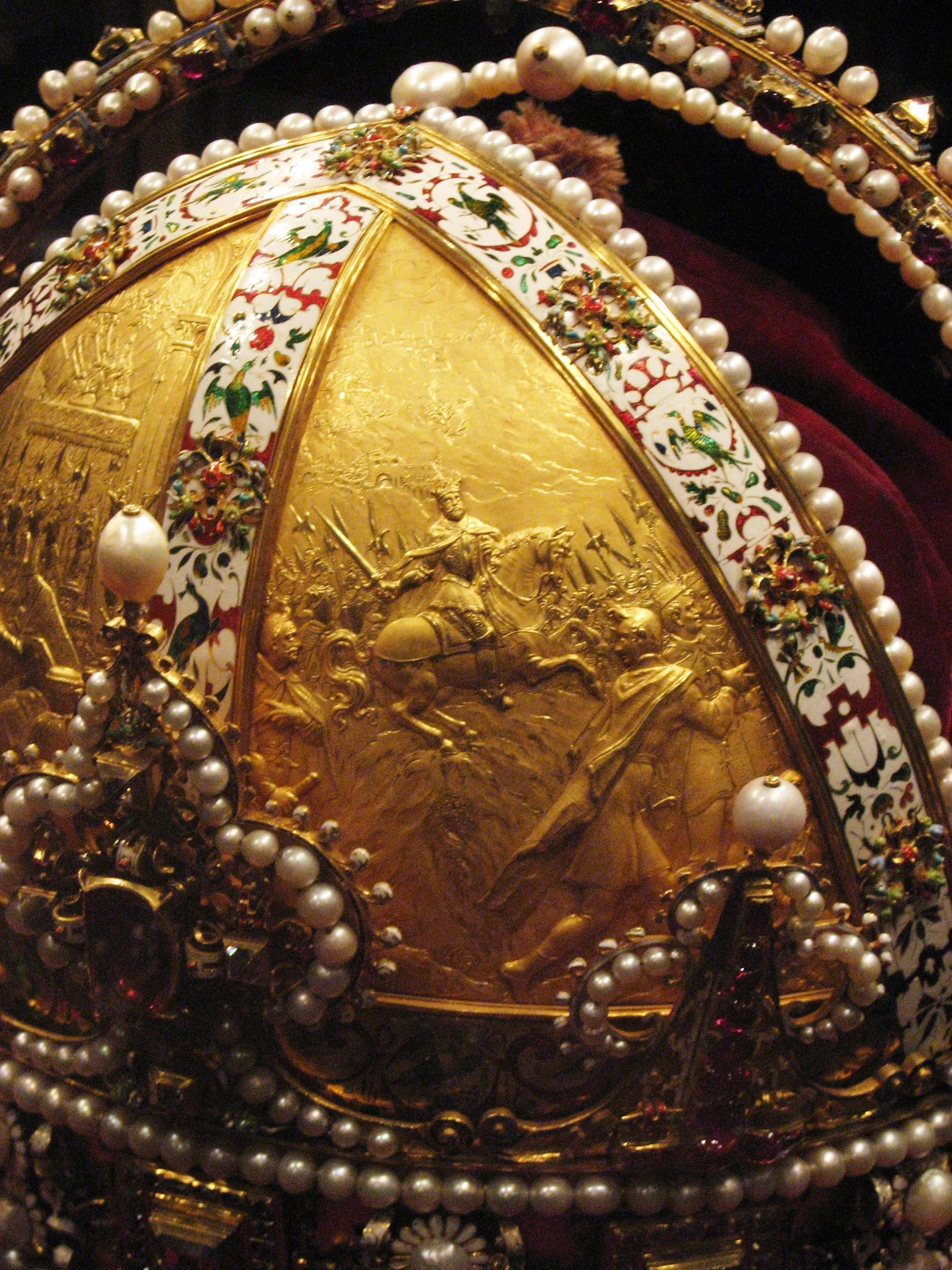
Montée sur la colline du couronnement à Pressburg.
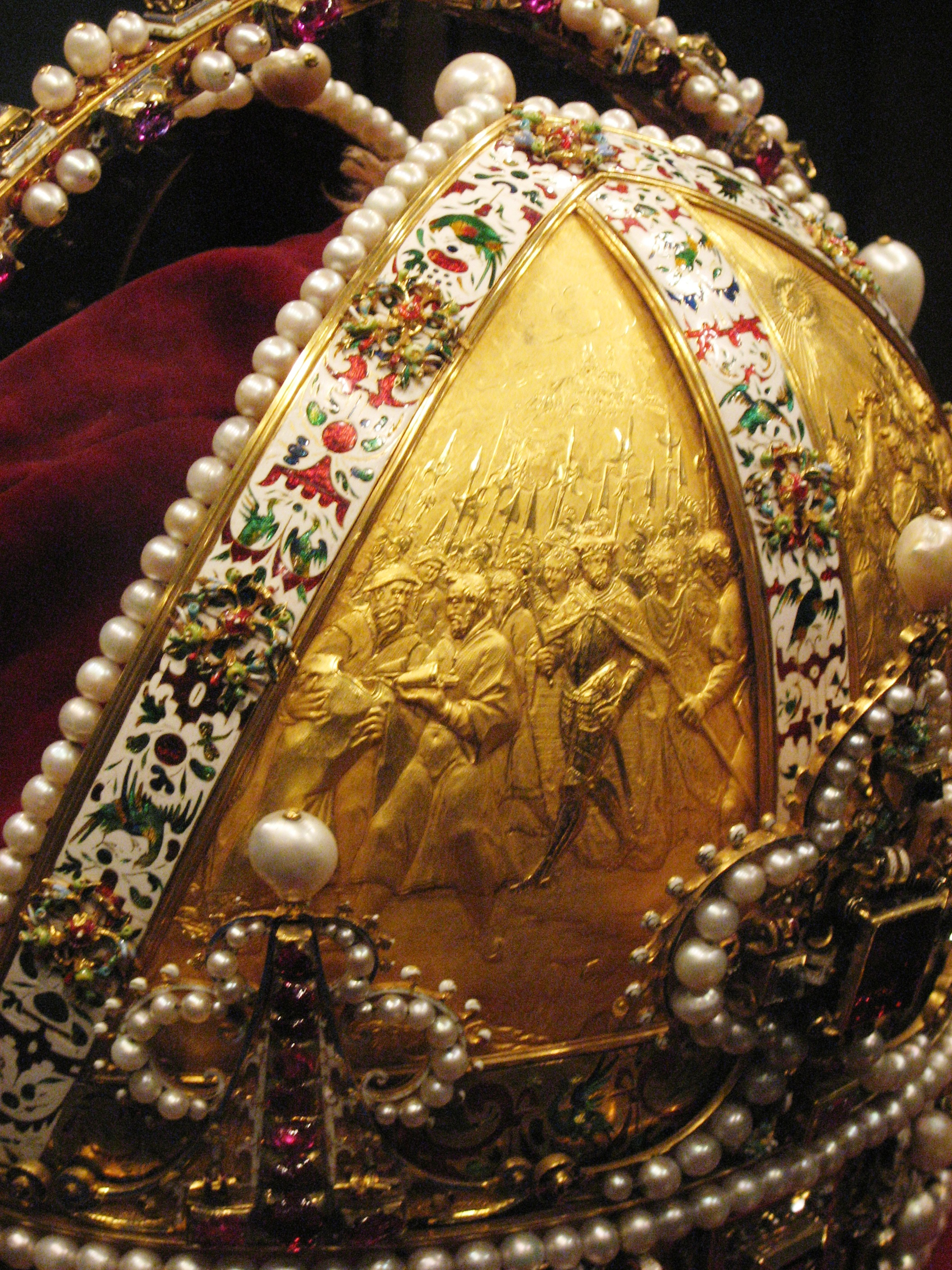
Procession du couronnement à Prague.
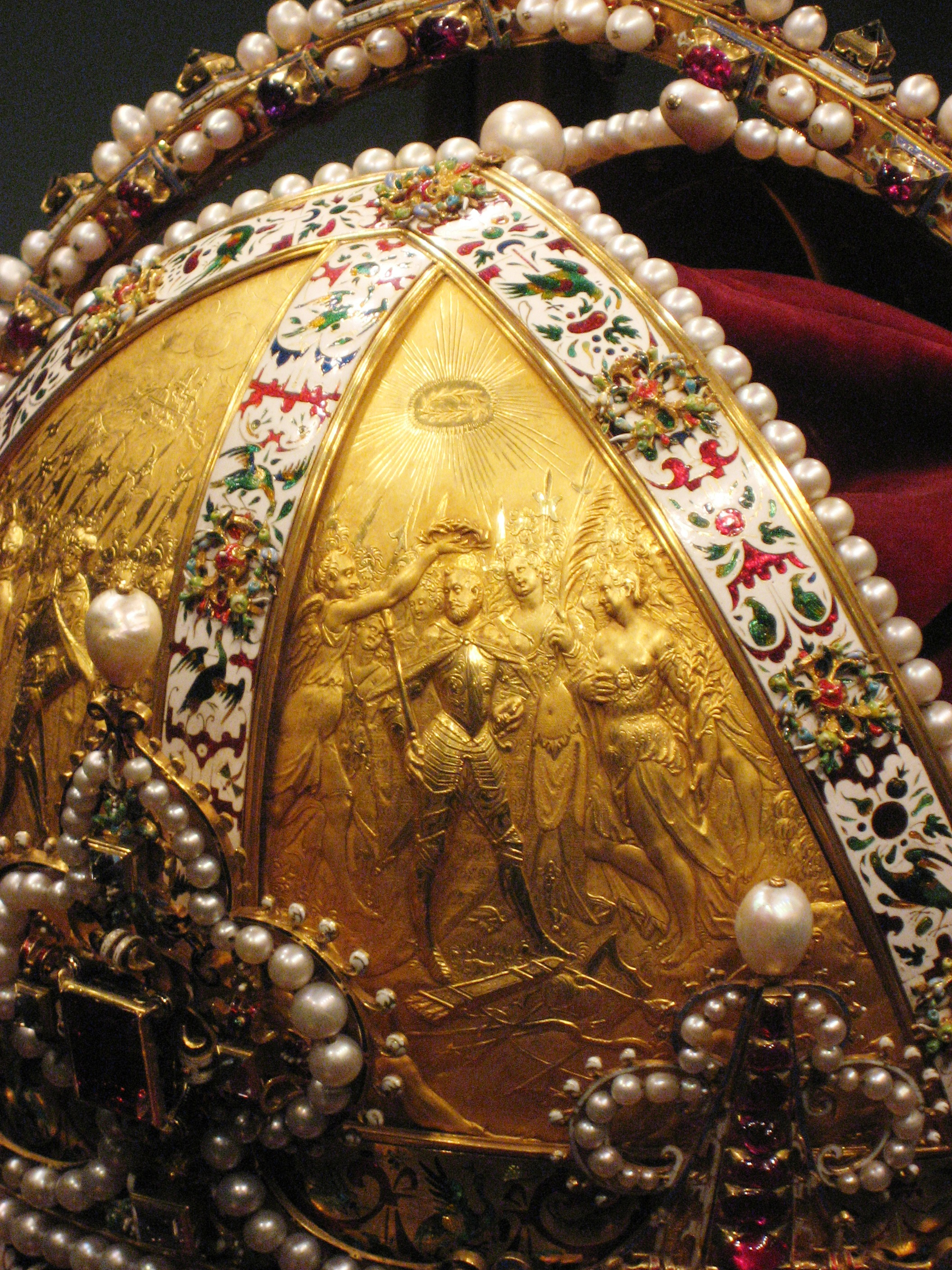
Allégorie de la victoire sur l'Empire ottoman.

### Arche (Kronbügel)
L'arche est sans doute inspirée par l'arche de la couronne du Saint-Empire. Elle s'élèvent à partir de la base et est sertie de 8 diamants symbolisant le Christ. L'empereur était vu comme le gouverneur de la Terre au nom du Christ. Au sommet de l'arche, un émeraude bleu-vert symbolise le Ciel au-dessus d'une croix discrète. L'émeraude n'est d'ailleurs pas coupée, mais seulement polie.

## Utilisations héraldiques
- La couronne figure sur les armoiries de l'empire d'Autriche (1804-1867), puis de l'Autriche-Hongrie (1867-1918) où elle ceint l'aigle bicéphale ou le blason autrichien.

Petites armoires de l'empire d'Autriche. L'aigle bicéphale tient dans ses griffes le sceptre et l'orbe impériaux.
Armoiries de l'Autriche-Hongrie.
Petites armoiries de l'Autriche-Hongrie. L'Autriche est représentée sous la couronne impériale, la Hongrie sous la couronne de saint Étienne et, au milieu, les Habsbourg-Lorraine sous la couronne habsbourgeoise.
Petites armoiries autrichiennes en 1915.
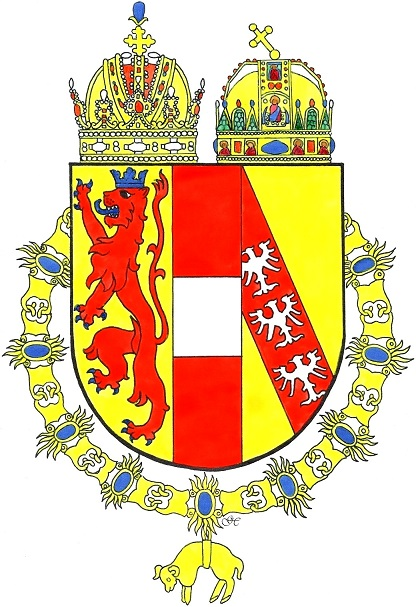
Armoiries personnelles de François-Joseph Ier créées en 1916, 4 mois avant sa mort[12].

- Certaines villes ont reçu le privilège de faire figurer la couronne sur leurs armoiries. Tel est le cas d'Amsterdam qui l'a reçu en 1489 pour sa participation financière à une guerre de Maximilien Ier

Armoiries d'Amsterdam avec la couronne impériale.
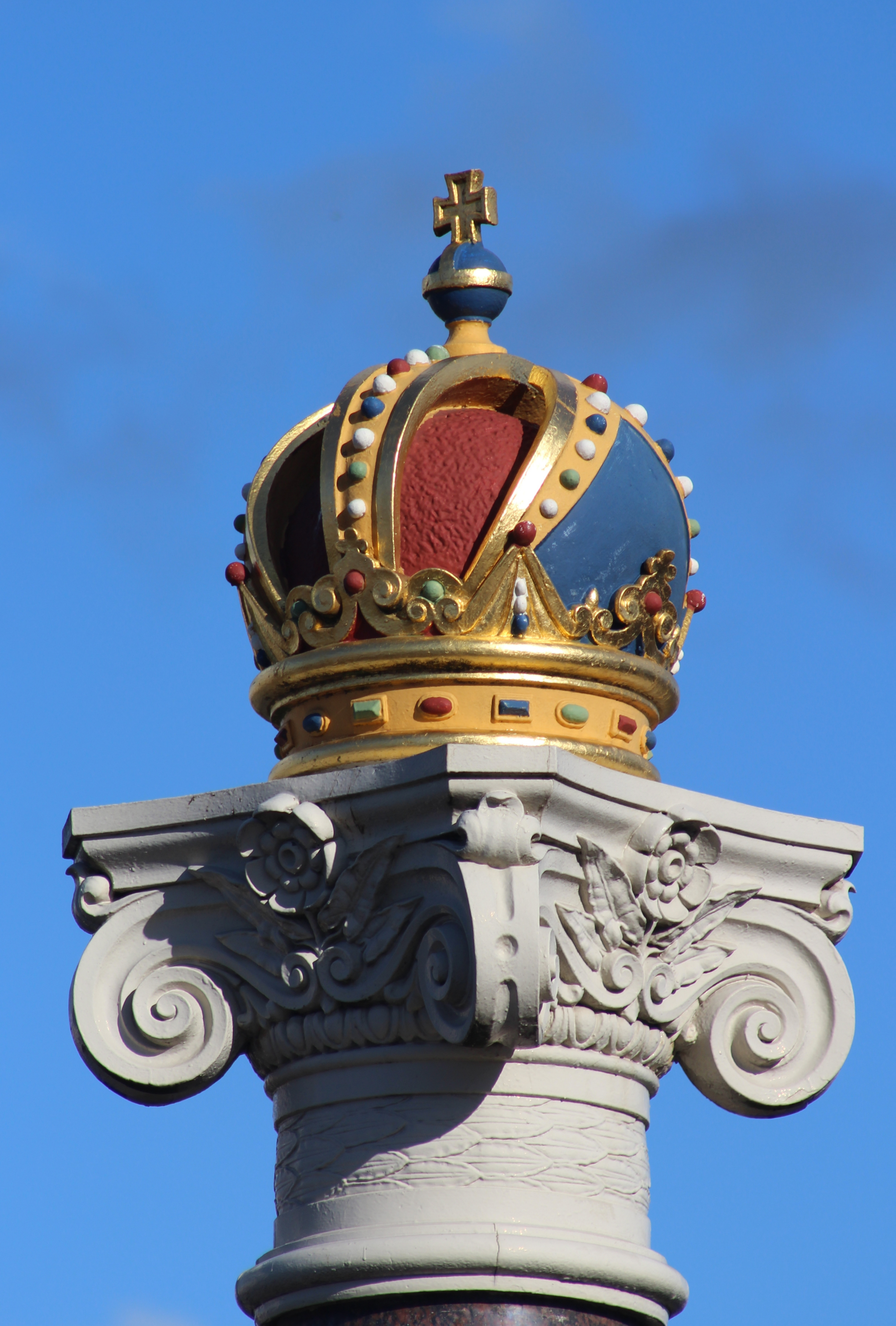
Couronne impériale en trois dimensions, Blauwbrug, Amsterdam.

- Un certain nombre de sociétés de bière arborent la couronne impériale sur leur logo, comme la brasserie royale de Krušovice (cs : Královský Pivovar Krušovice) en Tchéquie.